# System in package

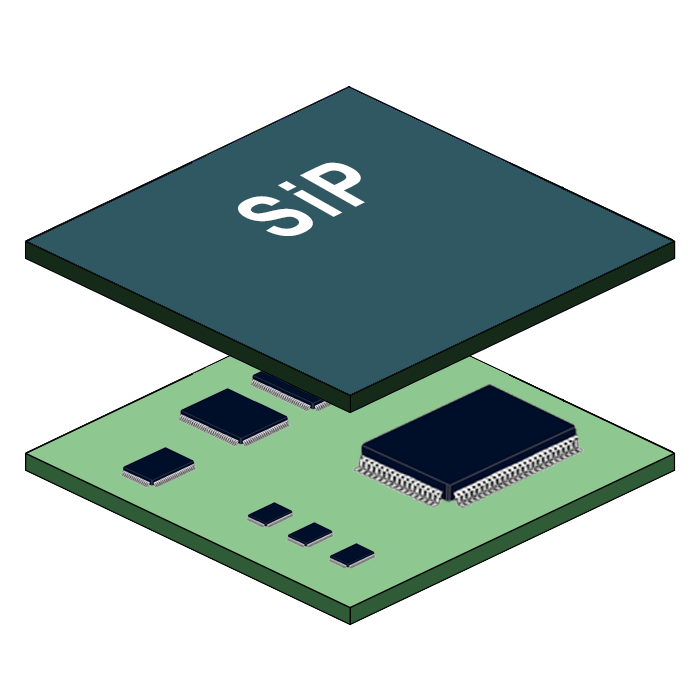
Un SiP avec un processeur, mémoire et mémoire flash, combiné sur un seul substrat.

Un SiP, acronyme de « System in Package » (système dans un boîtier, en français), aussi connu sous le nom de System-in-a-Package ou de Multi-Chip Module (MCM), désigne un système de circuits intégrés confinés dans un seul boîtier ou module. Le SiP permet de réaliser la totalité (ou presque) des fonctions habituelles d'un système électronique, tels que ceux présents à l'intérieur d'un téléphone mobile, d'un PC, d'un baladeur numérique, etc. Les dies de silicium peuvent être empilés verticalement ou horizontalement à côté les uns des autres sur un substrat. Les connexions internes se font par fils ou par la technologie flip chip.
Un exemple de SiP peut contenir plusieurs puces - tels qu'un processeur spécialisé, une DRAM, une mémoire flash, combiné avec des composants passifs (résistances et condensateurs) montés sur un même support. Cela signifie qu'une unité fonctionnelle complète peut être construite dans un boîtier multi-puces, de sorte que très peu de composants supplémentaires sont nécessaires pour la faire fonctionner. Ceci est particulièrement utile dans des espaces restreints comme les lecteurs MP3 et les téléphones mobiles. Il réduit en effet la complexité du circuit imprimé et de sa conception. Malgré ses avantages, cette technique diminue le rendement puisqu'une seule puce défectueuse suffit à rendre un boitier non-fonctionnel. Parmi les exemples de SiP récents, on trouve le microprocesseur quad-core d'Intel qui intègre deux processeurs dual-core identiques dans le même boîtier (automne 2006).